# Cooperton
Cooperton is een plaats (town) in de Amerikaanse staat Oklahoma, en valt bestuurlijk gezien onder Kiowa County.

## Demografie
Bij de volkstelling in 2000 werd het aantal inwoners vastgesteld op 20.
In 2006 is het aantal inwoners door het United States Census Bureau geschat op eveneens 20.

## Geografie
Volgens het United States Census Bureau beslaat de plaats een oppervlakte van
1,3 km², geheel bestaande uit land. Cooperton ligt op ongeveer 474 m boven zeeniveau.

## Plaatsen in de nabije omgeving
De onderstaande figuur toont nabijgelegen plaatsen in een straal van 28 km rond Cooperton.